# Gregory Areshian
Gregory Areshian, né le 13 mai 1949 à Erevan où il est mort le 2 août 2020, est un archéologue et historien arménien qui a dirigé les fouilles de Areni-1 de 2008 à 2010 avec Boris Gasparyan.